# Соколов, Григорий Иванович
Григо́рий Ива́нович Соколо́в (1810—1852) — русский писатель, историк, переводчик и педагог.

## Биография
Родился 26 января (7 февраля) 1810 года в селе Марьевка, Херсонской губернии. После смерти своего отца воспитывался у деда по матери. В 1820 году был отдан в пансион Ришельевского лицея, откуда через 2 года перешёл в пансион при Московском университете. В 1825 году был зачислен в студенты отделения физических и математических наук Московского университета и через три года окончил его. 
В 1830 году он поступил на службу в канцелярию новороссийского и бессарабского генерал-губернатора (М. С. Воронцов), при котором потом состоял чиновником особых поручений. В это время он сотрудничал в «Одесском Вестнике» и «Литературных Прибавлениях к Одесскому Вестнику», помещая в них свои переводы. В январе 1835 года он был избран членом Императорского общества сельского хозяйства Южной России (впоследствии был редактором «Записок», издававшихся этим обществом (в 1847—1852 гг.), а с 1848 года по 1850 года — вице-президентом общества.). В апреле 1839 года был избран действительным членом Одесского общества истории и древностей, в котором впоследствии состоял также членом редакционного комитета «Записок», библиотекарем и хранителем музея.
Г. И. Соколов перевёл «Историю ханов крымских» (1840), «Путешествие по России» Гюльденштедта; «Физиологию и гигиену людей, посвятивших себя умственным трудам» Ревейлье Паризо (1841); составил в 1844—1845 годах «Опись бумагам и делам, хранящимся в архиве упраздненной крепости св. Елизаветы», которые он сам и нашёл. В одесских «Записках общества истории и древностей» Г. И. Соколов напечатал целый ряд статей, например: «Записка о содержании старых актов» (т. II, С.739), «Историческая записка о городе Елисаветграде» (т. II, С.384), «Папа — гиодор — Никовул» (т. III, С.518) и др. В 1848 году издал в Одессе перевод сочинения Десмета «Сокращённый курс шелководства», напечатал следующие статьи: «Об овечьей оспе» (1837, № 2); «Наблюдения над разведением многостебельной шелковицы» (1837, № 2); «Об усовершенствовании глиняных строений в Новороссийском крае» (1844, № 1); «Об истреблении саранчи» (1846, № 1); «Достоинство дойных коров» (1847, № 9); «П. В. Шабельский» — некролог (1847, № 8); «Полевица обыкновенная» (1848, № 4); «Коммерческий кризис» (1848, № 4); «Салотопление» (1848, № 5); «Об улучшении пород овец и рогатого скота в Англии» (1849, № 10, 11, 12); «Несколько простых начал для улучшения нашего степного коннозаводства» (1850, № 5, 7) и др.
В мае 1845 года стал исполнять обязанности инспектора Ришельевского лицея (утверждён в должности 17 октября 1846). После увольнения из лицея 23 ноября 1850 года он состоял цензором в Одесском цензурном комитете.
Умер в Одессе 25 марта (6 апреля) 1852 года.